# 乔治娜·罗
乔治娜·罗（英語：Georgina Rowe，1992年11月13日—），澳大利亚女子赛艇运动员。她曾代表澳大利亚参加世界赛艇锦标赛，获得一枚银牌和一枚铜牌。她也曾参加2020年夏季奥林匹克运动会。